# سلستین پنجم
پاپ سلستین پنجم (به انگلیسی: Celestine V) با نام اصلی پیِترو آنخِلِریو یکی از پاپ‌های کلیسای کاتولیک رم بود که در ایتالیا به دنیا آمد و از پنج ژوئیه ۱۲۹۴ به مدت پنج ماه تا سیزده دسامبر ۱۲۹۴ میلادی، زمان کناره‌گیری اش پاپ بود. او یک راهب و عابد بود که رساله‌ای به نام سفارش‌های سلستین نیز از خود به جای گذاشت.

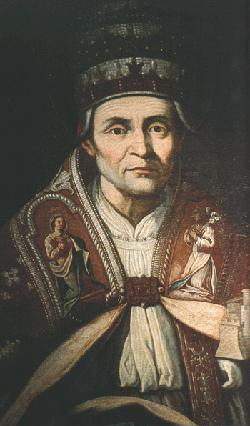
پاپ سلستین پنجم

او توسط کلیسای کاتولیک روم به عنوان آخرین پاپی که به صورت غیر محرمانه برگزیده شده‌است به این سمت منصوب شد تا به دو سال بن‌بست در انتخاب پاپ پایان بخشیده شود. از میان تنها احکام دینی که همچنان برقرار است تنها حق کناره‌گیری پاپ است که توسط او تعیین شده‌است. تقریباً تمام احکام صادره او توسط جانشینش بونیفاس هشتم لغو شد. تنها یک هفته پس از صدور حکم حق کناره‌گیری پاپ او از مقامش استعفا کرد تا به دوران قبل از پاپ بودن خود بازگردد. او در ۱۳ دسامبر ۱۲۹۴ استعفای خود را اعلام کرد و بلافاصله توسط بونیفاس هشتم در کامپانیا به زندان افکنده شد. او کمتر از دو سال بعد همان‌جا در گذشت.
در سال ۱۳۱۳ سلستین پنجم تقدیس شد. پس از او هیچ‌یک از پاپ‌ها نام سلستین را برای خود برنگزید.

## زندگی اولیه
بنابر روایات پیِترو آنخِلِریو از والدینی به نام‌های آنجلو آنخِلِریو و ماریا لئون در شهری به نام سان آنجلو لیموسانو در پادشاهی سیسیل به دنیا آمد. شهر سان آنجلو لیموسانو امروزه در استان کامپوباسو ایتالیا قرار دارد.
پس از مرگ پدرش او کار در مزرعه را آغاز کرد. مادرش ماریا نقشی کلیدی در پرورش روحیه معنوی او بازی کرد. او آینده‌ای بسیار روشن‌تر از کشاورز یا چوپان شدن برای پسرش تصور می‌کرد. از آن زمان که او یک کودک بود هوش سرشار و عشق خود به دیگران را نمایان کرد. وقتی ۱۷ ساله بود به یک راهب نظام سنت بندیکت تبدیل شد. او ذاتی فرا عادی از زهد و انزوا از خود نشان داد. در سال ۱۲۳۹ به تنهایی برای انزوا به کوه مورون رفت، از این نام پیتر مورون را بر او نهادند. پس از پنج سال این انزوا را ترک کرد و به همراه دو تن دیگر به مکانی دور افتاده تر در کوه مایلا در ایالت آبروتزو در ایتالیای مرکزی رفت جایی که او به سخت‌ترین حالت ممکن به گونه‌ای که در رساله سنت جان باپتیست زندگی خود را ادامه می‌داد.

## پیدایش سلستینیان
پس از آن که او چنین سبک زندگی را انتخاب کرد از سال ۱۲۴۴ به بعد به دارندگان این سبک زندگی سلستینیان گفته شد. اجتماع دینی نوینی پدید آمد و پیترو مناسکی که خود برای آن انتخاب کرده بود تعیین کرد. در سال ۱۲۶۴ این سلک دینی از طرف پاپ اوربان چهارم به رسمیت شناخته و تأیید شد. پیترو شنیده بود که پاپ گرگوری دهم قصد دارد چنین جامعه‌هایی را سرکوب کند و اجازه وجود چندین انشعاب در امور دینی را نمی‌دهد. اما او موفق شد پاپ را راضی کند که این سلک نیز شعبه‌ای از نظام سنت بندیکت گردد و تعهد کرد از آموزه‌های بندیکت نرسیا پیروی کند در حالیکه آموزه‌های او شدیدتر و منزویانه تر بود. پس از آن پاپ وقت او را تحت حمایت خود قرار داد. چیز دیگری جز این برای گسترش سریع آموزش‌های او لازم نبود. کار او تا جایی بالا که گرفت که اداره ۳۶ صومعه را بر عهده داشت و بیش از ششصد راهب را رهبری می‌کرد. با توجه به این که بعدها او اصرار به کناره‌گیری از مقام پاپی داشت چندان نمی‌توان او را به جاه طلبی و داشتن شهوت قدرت متهم کرد.

## انتخاب شدن به عنوان پاپ
پس از مرگ پاپ نیکلاس چهارم در آوریل ۱۲۹۲ مجمع کاردینال‌ها در پروجا تشکیل شد. پس از بیش از دو سال هیچ اجماعی در رابطه با انتخاب پاپ حاصل نشد. پیترو که به عنوان یک زاهد بندیکتی شناخته می‌شد در نامه‌ای به کاردینال‌ها هشدار داد که اگر هر چه سریع تر پاپ را انتخاب نکنند مورد خشم خدا واقع خواهند شد. لاتینو مالابرانکا رئیس سال خورده و مریض کالج کاردینال‌ها با این نامه به گریه افتاد و اذعان داشت که «به نام پدر، پسر و روح القدس پیتروی مورون را به عنوان پاپ انتخاب کردم.» کاردینال‌ها بلادرنگ تصمیم ناچارانه و از سر ناامیدی مالابرانکا را پذیرفتند. وقتی کاردینال‌ها در جواب برای او نوشتند که او را به عنوان پاپ انتخاب کرده‌اند، پیترو سرسختانه و با شدت تمام این موضوع را رد کرد و حتی تلاش کرد بگریزد اما نهایتاً با سخنانی که با نمایندگان کاردینال‌ها و پادشاهان ناپل و مجارستان داشت این سمت را پذیرفت. او در ۵ ژوئیه ۱۲۹۴ در سن ۷۹ سالگی به عنوان پاپ انتخاب شد و در ۲۹ آگوست همان سال در شهر آکویلای ایالت آبروتزو تاج‌گذاری کرد و نام سلستین پنجم را برای خود برگزید.

کلیسای سانتا ماریا

## پاپی
مدت کوتاهی پس از رسیدن به قدرت او در حکمی نادر به عموم زائران اجازه داد هنگام تاجگذاری اش آزادانه از کلیسای سانتا ماریا در آکویلا بازدید کنند. هر ساله به همین مناسبت فستیوالی در آن مکان در ۲۸ و ۲۹ آگوست برگزار می‌شود. بدون داشتن هیچگونه تجربه سیاسی سلستین نشان که پاپی ضعیف و بی‌کفایت است. او محل استقرار خود را پادشاهی ناپل قرار داد تا هیچگونه ارتباطی با دربار کلیسایی رم نداشته باشد و کاملاً تحت سلطه شارل دوم پادشاه ناپل واقع گردد. او افراد مورد علاقه پادشاه را به عنوان عوامل کلیسا انتخاب کرد. در هنگام جشن ظهور سه تن از کاردینال‌ها را برای اداره کلیسا انتخاب کرد که این موضوع با مخالفت آن‌ها روبرو شد.
با توجه به فقدان قدرت اجرایی و عدم کفایت شخصی او با کاردینال بندتو کائتانی (جانشین احتمالی او) برای کناره‌گیری شروع به مشورت کرد. این صحبت‌ها منجر به صدور حکم اختیار پاپ در کناره‌گیری از سمتش شد. خود سلستین پنج ماه و هشت روز پس از رسیدن به قدرت در ۱۳ دسامبر ۱۲۹۴ استعفای خود را اعلام کرد و بر آن پافشاری نمود. او در اظهار نظری رسمی دلیل کناره‌گیری خود را «میل به تواضع، فروتنی، یک زندگی پاک، وجدانی بی‌آلایش، ضعف بدنی، انحطاط مردم و اشتیاق برای آرامش سابق» اذعان کرد. او خود را از شوکت و منزلت پاپی محروم کرد. او از ناپل دور شد تا زندگی منزویانه قبلی خود را ادامه دهد.
پاپ بعدی که به اختیار خود از مقامش کناره‌گیری کرد، ۷۱۹ سال بعد پاپ بندیکت شانزدهم بود.

## بازنشستگی، مرگ و تقدیس
سلستین سابق و پیِترو آنخِلِریو حال، اجازه نیافت دوباره زاهد گوشه‌نشین قبلی بشود. طرف‌های بسیاری با کناره‌گیری او مخالف بودند و پاپ جدید بونیفاس هشتم نگران بود یکی از این مخالفان او را به عنوان پاپ رقیب دوباره بر سر قدرت بیاورد. بدین منظور او پیترو را مجبور کرد تا او را تا رم همراهی کند. اما پیترو گریخت و در جنگل مخفی شد تا دوباره به سولمنا برای زندگانی رهبانی سابق خود بازگردد. اما این کار غیرممکن می‌نمود. وقتی می‌خواست به دالماتیا بگریزد طوفان کشتی را مجبور کرد به بندر بازگردد. او توسط عوامل بونیفاس دستگیر و و در قلعه فومُن در فرنتینو به همراه دو تن دیگر از پیروان طریقش زندانی شد. پیترو ده ماه بعد در سن ۸۱ سالگی درگذشت. هوادران او این اتهام را به بونیفاس نسبت می‌دادند که به پیترو بسیار سخت گرفته و او را در زندان کشته است اما شواهد تاریخی در دست نیست که این ادعا را ثابت کند. پیترو در فرنتینو به خاک سپرده شد ولی پس از مدتی پیکرش به کلیسای سانتا ماریا منتقل شد.

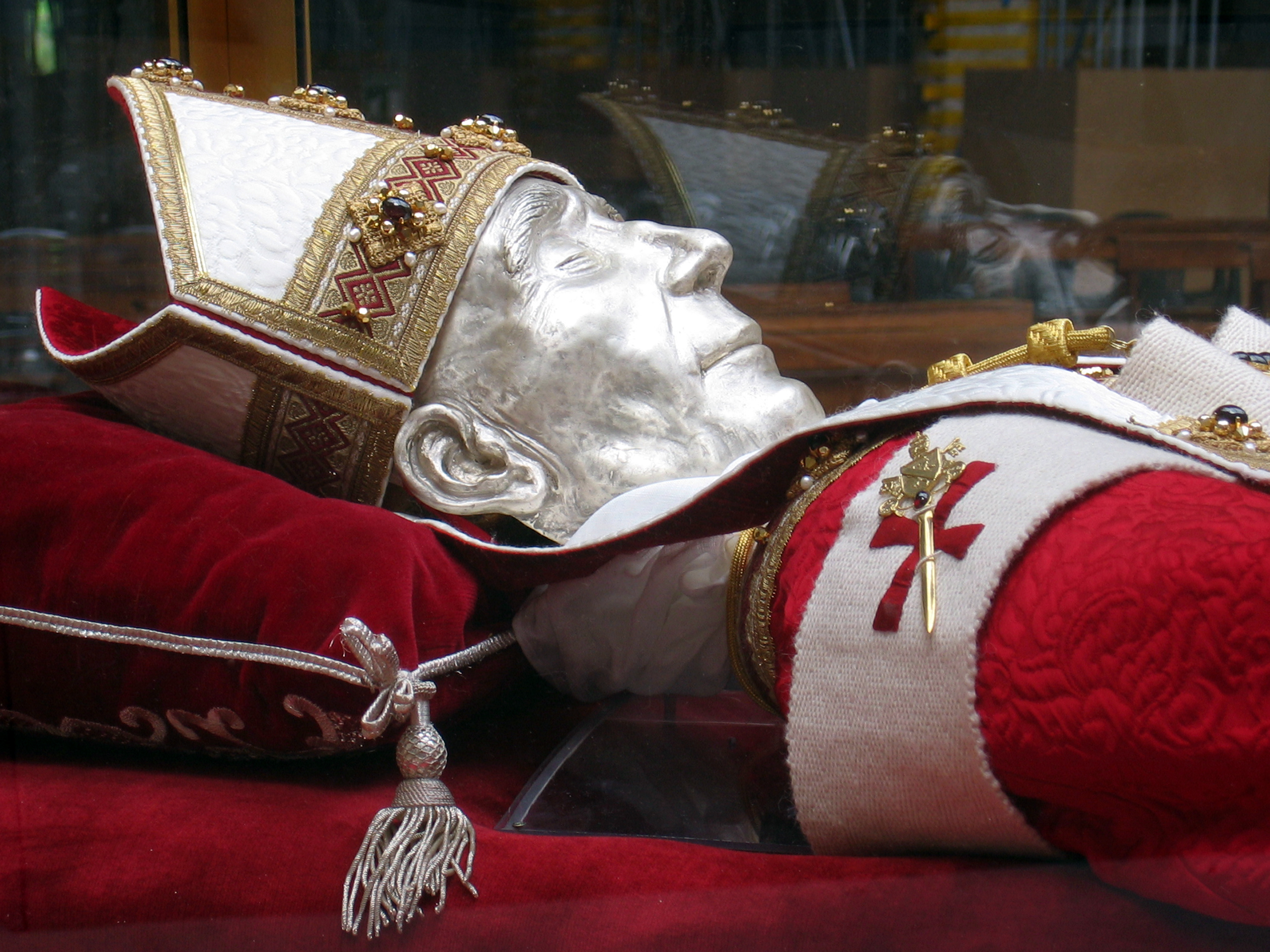
مقبره پاپ سلستین پنجم

فیلیپ چهارم پادشاه فرانسه که از سلستین حمایت می‌کرد به مخالفت با بونیفاس برخاست. پس از انتخاب شدن کلمنت پنجم به عنوان پاپ فیلیپ پیشنهاد داد که سلستین تقدیس شود. او در ۵ می ۱۳۱۳ تقدیس شد.

## میراث
بیشتر تمرکزی که امروزه بر سلستین می‌شود در مورد کناره‌گیری اوست. او کسی بود که کناره‌گیری را برای پاپ‌ها مرسوم کرد و اغلب اینطور تصور می‌شود که خود او اولین پاپی بود که از مقام خود استعفا داد. در حالیکه پیش از او پونتیان، ژان هجدهم، بندیکت نهم و گرگوری ششم این کار را کرده بودند. همان‌طور که گفته‌استعفای خود خواسته سلستین نیز در پی فشار از طرف کلیسا حاصل شد.
پاپ پل ششم در ۱۹۶۶ در دیداری که از فرنتینو، محل مرگ سلستین داشت از او تجلیل کرد.
در زمین‌لرزه سال ۲۰۰۹ لاکوئیلا بقایای مقبره او سالم ماند که برخی آن را یک معجزه خواندند.